# COVID-19 в Республике Корея
О первом подтверждённом случае заражения коронавирусной инфекцией 2019 (COVID-19) в Республике Корея было объявлено 20 января 2020 года. 19 февраля количество подтверждённых случаев выросло на 20, а на следующий день — на 58 (по другим данным, на 70). К 21 февраля по данным центров по контролю и профилактике заболеваний Кореи общее количество подтверждённых случаев в стране составило 346, причём значительный прирост заболевших связывали с «пациентом номер 31», который участвовал в религиозном собрании членов секты Синчхонджи в Тэгу.
Из-за опасений распространения заболевания в ряде городов были отменены все массовые мероприятия и собрания, а несколько сотен солдат в Тэгу были изолированы на военных базах. В начале февраля Республика Корея запретила въезд иностранцев из китайской провинции Хубэй.
Руководство Республики Корея сумело в короткие сроки создать эффективную систему контроля за распространением COVID-19, признаваемую экспертами одной из лучших в мире, наряду с Тайванем, Вьетнамом и Сингапуром. В Корее проводилось массовое тестирование населения с последующей изоляцией инфицированных и контактировавших с ними людей, при этом не осуществлялось масштабных карантинных мероприятий с запретом покидать дома. Масштабное и эффективное тестирование позволило избежать как резкого роста заболеваемости и смертности, так и негативных социально-экономических последствий, связанных с закрытием целых городов на карантин.
По данным на 15 апреля 2020 года смертность от COVID-19 в Республике Корея составляла 0,4 человека на 100 тысяч жителей — значительно ниже, чем в большинстве других стран мира, кроме Тайваня (в Исландии этот показатель составил 2,2 человека, в Германии — 4,2, в США — 7,9, в Великобритании — 18,2 и в Италии — 34,9).

## Хронология
20 января 2020 года в Республике Корея был зафиксирован первый подтверждённый случай заболевания COVID-19. Заболевшей стала 35-летняя женщина из Китая. Через три дня был подтверждён первый заболевший гражданин Южной Кореи: им стал 55-летний мужчина, работавший в Ухане и вернувшийся на родину после появления респираторных симптомов. 24 января было выпущено официальное сообщение о первых двух заболевших.
В первые четыре недели после появления COVID-19 в Республике Корея распространение вируса контролировалось посредством отслеживания использования кредитных карт и изучения видеозаписей с камер наблюдения по подтверждённым пациентам. После выявления «пациента номер 31», который был членом религиозной секты «Церковь Иисуса Синчхонджи», появились трудности с тестированием потенциально заражённых, так как согласно учению секты любая болезнь является «грехом», и многие пациенты отказывались сотрудничать с центрами по контролю и профилактике заболеваний Кореи. «Церковь Иисуса Синчхонджи» отрицала эти обвинения и, согласно другим сообщениям прессы, сотрудничала с властями. К концу февраля более половины заражённых в Республике Корея были связаны с сектой «Церковь Иисуса Синчхонджи», что было подтверждено властями.
Значительный рост числа инфицированных в Южной Корее в феврале был связан с собраниями секты «Церковь Иисуса Синчхонджи», члены которой продолжали посещать религиозные мероприятия даже после появления симптомов болезни. Также заболели контактировавшие с ними граждане страны, не являвшиеся членами секты. 20 февраля, по данным Reuters, количество случаев заболевания выросло на 70, что связали с «пациентом номер 31», который был членом религиозной секты «Церковь Иисуса Синчхонджи» в Тэгу. В тот же день после появления сообщений в прессе улицы Тэгу опустели. Житель города описал это так: «Словно кто-то сбросил бомбу в центр города. Это похоже на зомби-апокалипсис».
20 февраля появилось первое сообщение о смерти человека, у которого после вскрытия обнаружили COVID-19, им стал 63-летний мужчина с пневмонией.
21 февраля все военные базы Республики Корея были помещены под режим строгой изоляции после положительных тестов на COVID-19 у трёх солдат. В тот же день было сокращено количество авиарейсов в стране и были отменены запланированные концерты и культурные мероприятия.
28 февраля в стране было зафиксировано более 2000 случаев заражения COVID-19.
2 марта количество подтверждённых случаев превысило 4200. В тот же день в прессе появились сообщения о том, что в отношении лидера секты Синчхонджи и ещё 11 лидеров организации выдвинуты обвинения в содействии смертям, причинении вреда и нарушении закона о контроле за инфекционными заболеваниями.
8 марта центры по контролю и профилактике заболеваний Кореи сообщили, что 79,4 % подтверждённых случаев заболевания COVID-19 связаны с групповым инфицированием, и 62,5 % из них связаны с сектой «Церковь Иисуса Синчхонджи».
6 апреля 2020 года исследовательский институт Республики Корея зафиксировал 72 случая инфицирования COVID-19 среди расквартированных в стране солдат вооруженных сил США. Американское командование отказалось разглашать сведения о личности военных и места их службы.
13 апреля стало известно, что не менее 116 человек, которые ранее были признаны «выздоровевшими» от COVID-19, при повторном исследовании показали положительные результаты теста на коронавирусную инфекцию 2019. Данные факты требуют дополнительных проверок и исследований, но возможными объяснениями могут быть некорректные данные тестов, повторная активация вируса (в отличие от повторного заражения), либо наличие «остатков» вируса в организме человека, которые не угрожают носителю, но могут передаваться другим людям. Тогда же было объявлено, что Республика Корея планирует отправить 600 000 наборов для тестирования на COVID-19 в США.
К 17 апреля центры по контролю и профилактике заболеваний Кореи выявили 163 пациента, ранее выздоровевших от болезни и показавших впоследствии положительные результаты теста на COVID-19. Возможные причины данного явления выясняются, изучаются различные гипотезы.
3 января 2022 года зафиксированы первые два случая смерти от омикрон-штамма коронавируса.

## Правительственные меры
С 1 октября 2022 года отменено требование проведения обязательного теста на COVID-19 при въезде в страну.
С 7 октября 2022 года отменено требование наличия ПЦР-теста и сертификата о вакцинации для въезда в страну.